# Anna (Heilige)

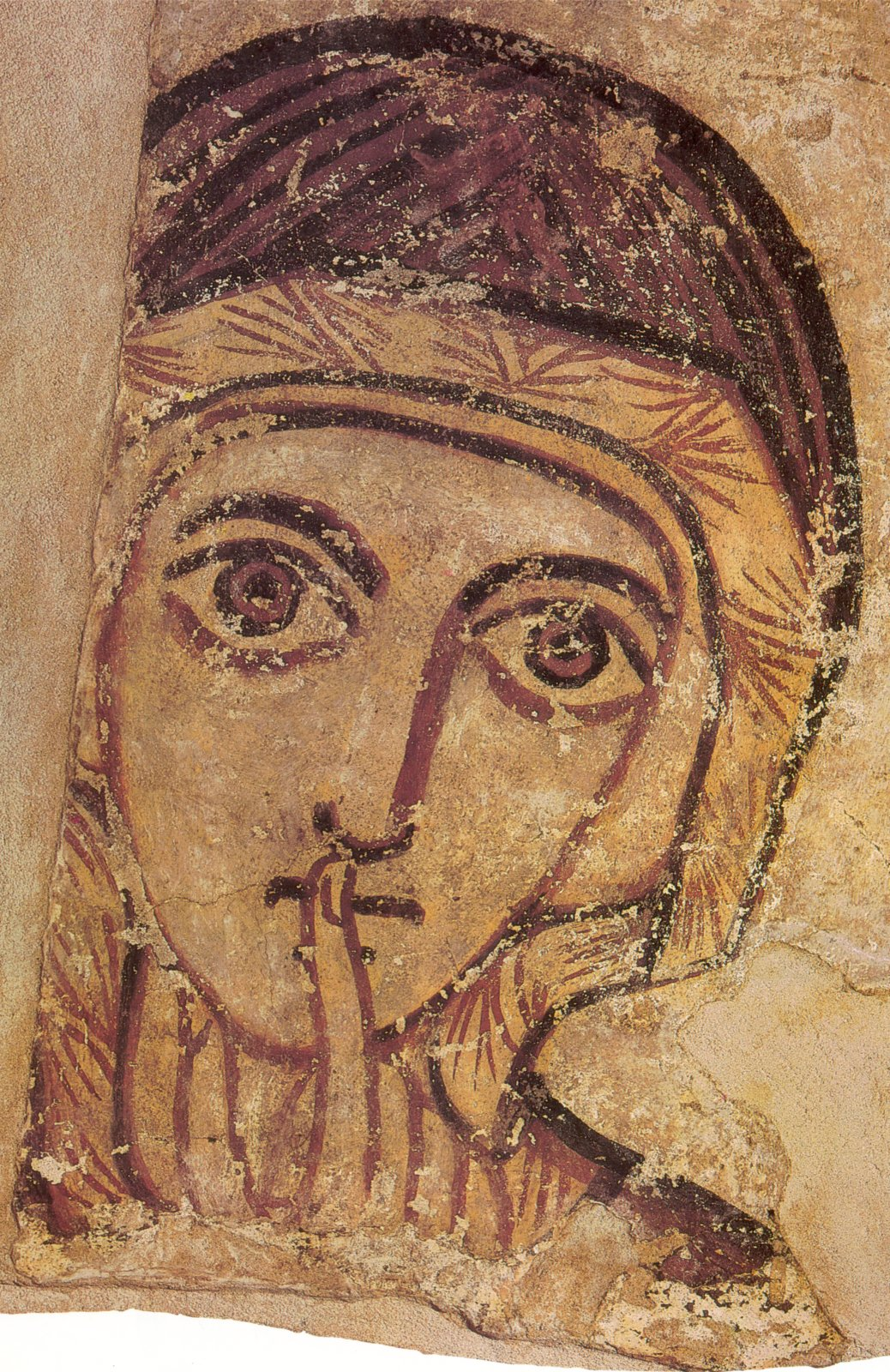
Darstellung der heiligen Anna, 8. Jh. n. Chr., Fresko, Farras

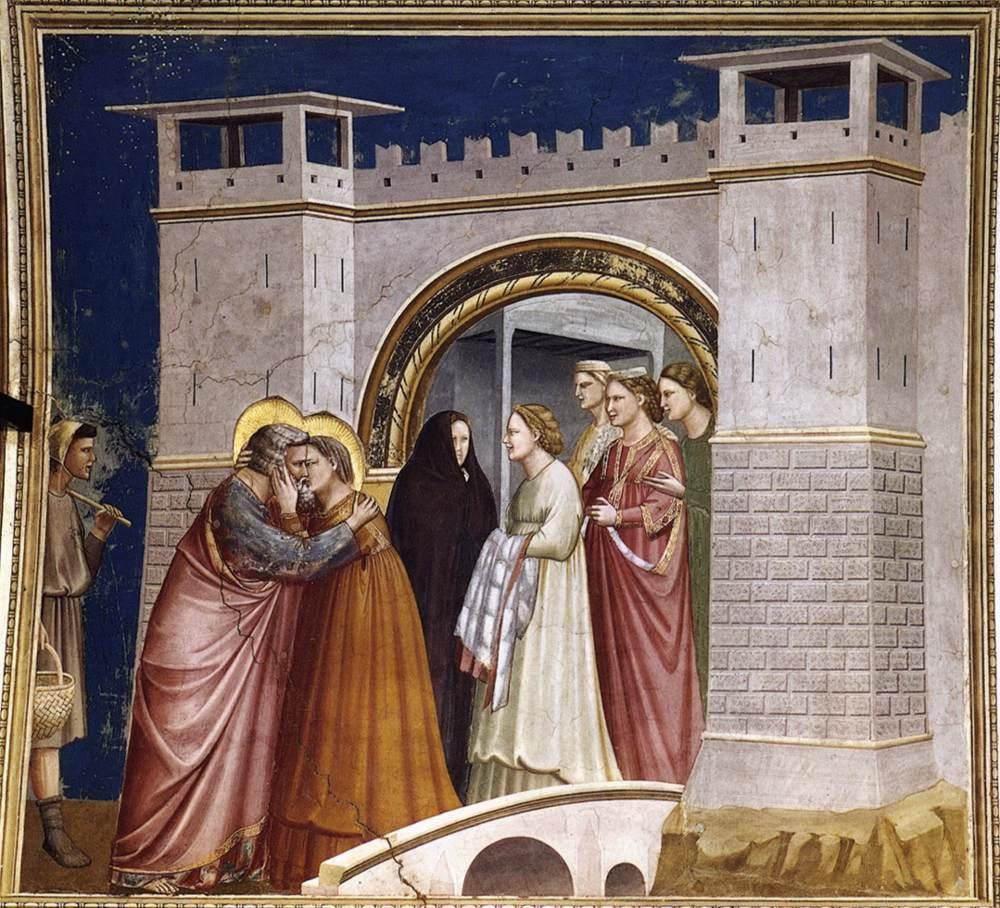
Giotto di Bondone, Begegnung an der Goldenen Pforte, um 1305, Fresko, Cappella degli Scrovegni, Padua

Anna (von hebräisch חַנָּה Ḥannah; griech.: Αννα) wird in mehreren apokryphen Schriften des 2. bis 6. Jahrhunderts als Mutter Marias und damit als eine Großmutter von Jesu Christi angesehen. In den vier kanonischen Evangelien des christlichen Neuen Testaments wird sie nicht erwähnt. Seit dem Mittelalter wird sie als Heilige verehrt.

## Leben
Die legendarische Lebensgeschichte der Anna ist dem alttestamentlichen Vorbild von Hannah und ihrem Sohn Samuel nachgezeichnet. Nach zwanzigjähriger kinderloser Ehe mit Joachim gebar demnach Anna die Maria.
Nach der Lehre der römisch-katholischen Kirche geschah die Empfängnis Marias als unbefleckte Empfängnis, das heißt, sie wurde zwar auf natürliche Weise von ihrem leiblichen Vater gezeugt und von Anna empfangen und geboren, aber durch einen Akt göttlicher Gnade vor dem Schaden der Erbsünde bewahrt.
Nach der Legende brachten sie Maria in Erfüllung eines Gelübdes im Alter von drei Jahren zur Erziehung in den Jerusalemer Tempel. In Anknüpfungen an biblische und apokryphe Aussagen zur Verwandtschaft Jesu entstand im Frühmittelalter die von der Legende noch weiter ausgestaltete Vorstellung von der „Dreiheirat“ (trinubium) Annas und der daraus hervorgegangenen „Heiligen Sippe“. Danach hatte sie nach Joachims Tod noch zwei weitere Ehemänner, Kleophas und Salomas, denen sie ebenfalls jeweils eine Tochter namens Maria gebar, welche dann ihrerseits Jünger und Apostel zu Söhnen hatten.
Nach der von Haimo von Auxerre verfassten Legende, die Teil der Legenda Aurea des Dominikaners Jacobus de Voragine ist, waren Anna und ihre Schwester Esmeria Töchter von Susanna und Ysaschar. Esmerias Tochter Elisabet sei die Mutter Johannes des Täufers gewesen. Maria Salomas sei die Mutter von Jakobus dem Älteren und Johannes gewesen – Maria Kleophas die Mutter von Jakobus dem Jüngeren, Judas Taddäus, Simon Zelotes und Joseph Justus. Diese Legende (Liber Secundus, Caput III; Teil der von Jaques-Paul Migne herausgegebenen Druckreihe Patrologia Latina) wurde durch Johannes Trithemius erst Haimo von Halberstadt zugeordnet, was sich aber als unwahr herausstellte.
Nach einigen apokryphen Schriften (Protoevangelium des Jakobus, Pseudo-Evangelium des Matthäus, Legenda Aurea, Annenviten des 15. Jahrhunderts) spendeten Anna und ihr Ehemann Joachim ein Drittel ihres Besitzes an Arme, Waisen, Witwen und Fremde in Not.

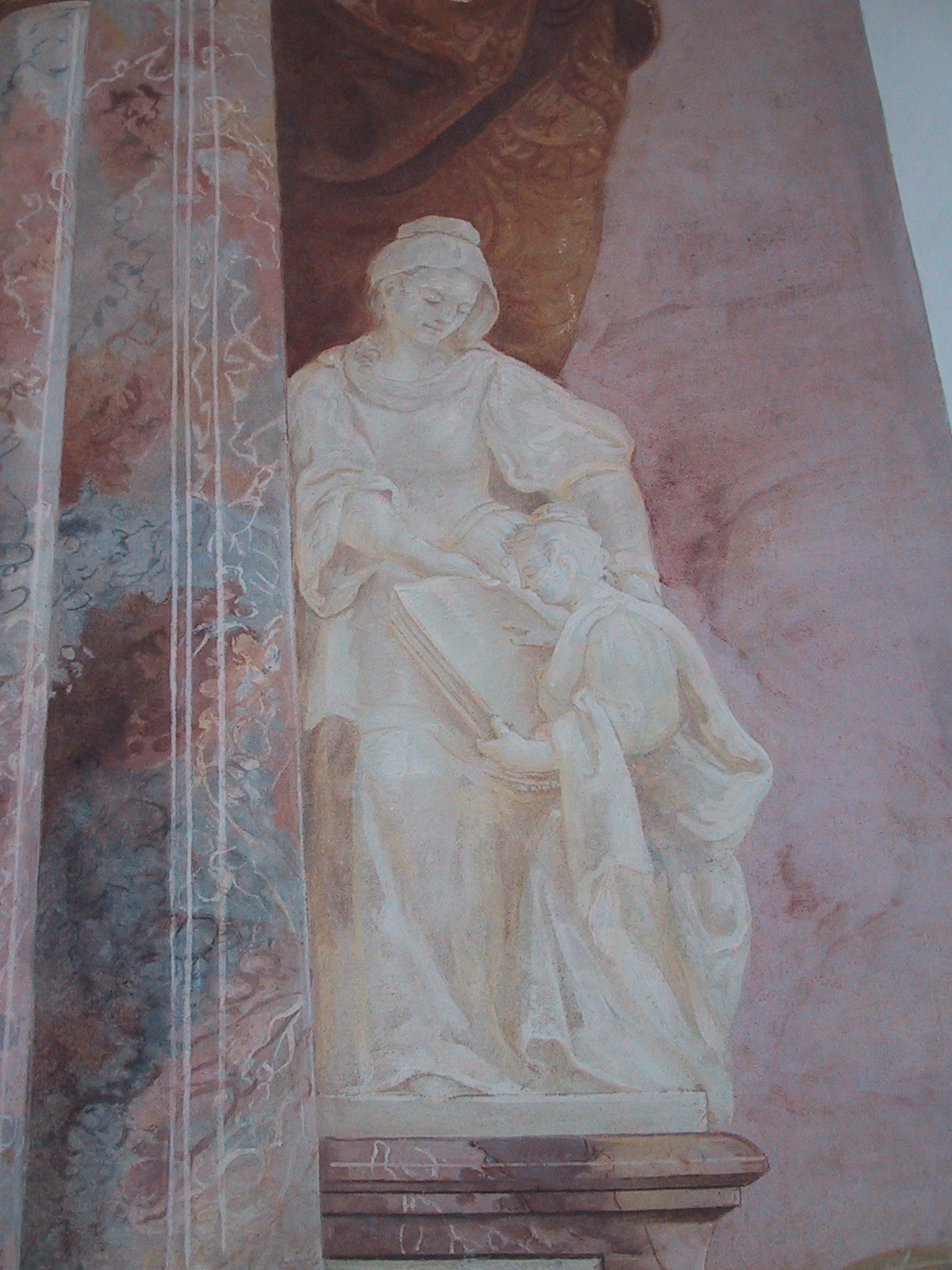
Franz Ludwig Herrmann, Hl. Anna (als Teil eines Scheinaltars), 1750, Fresko, Schlosskapelle Mammern

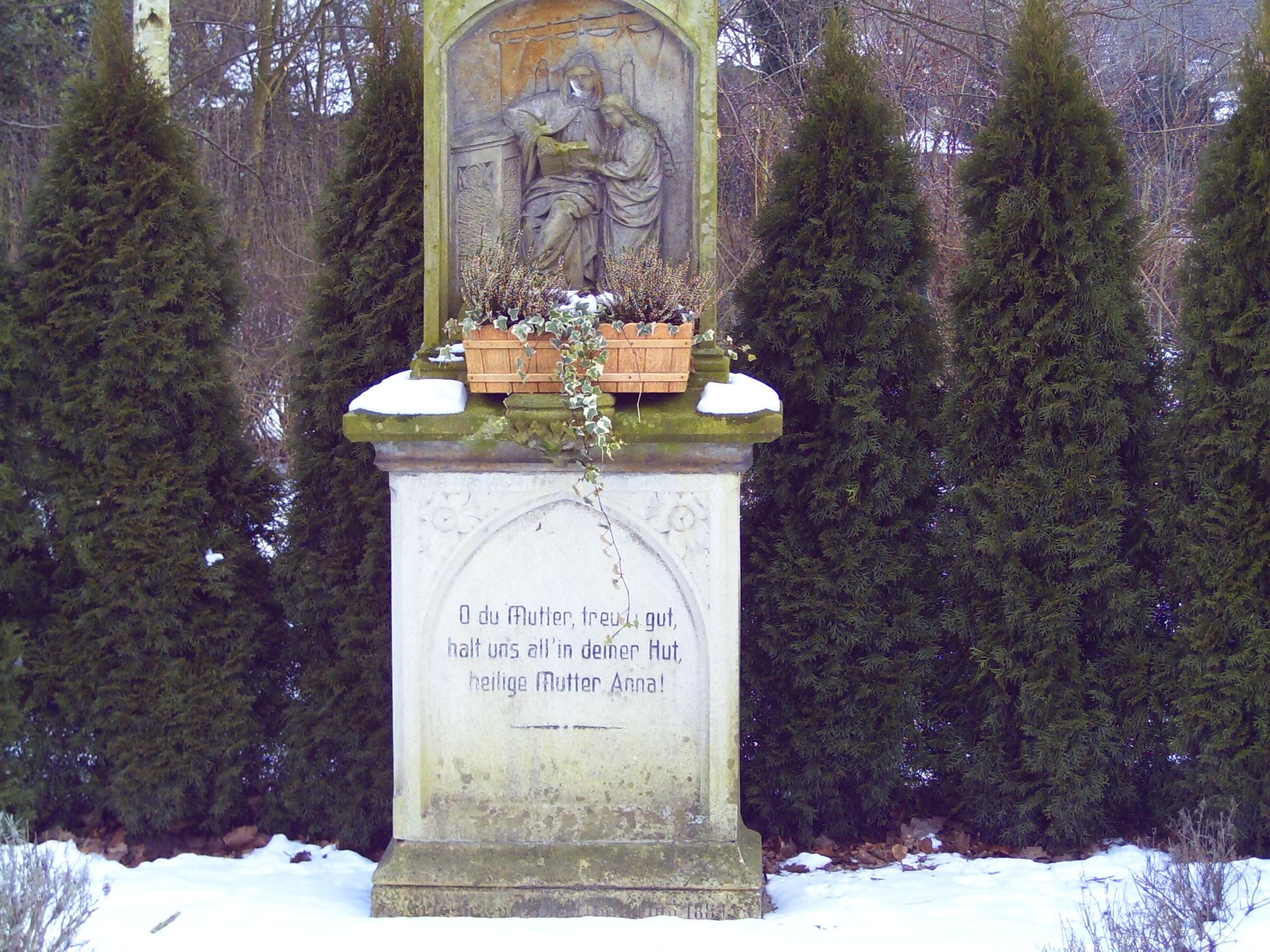
Hl. Anna und Maria, Sühnedenkmal, Neuenkirchen

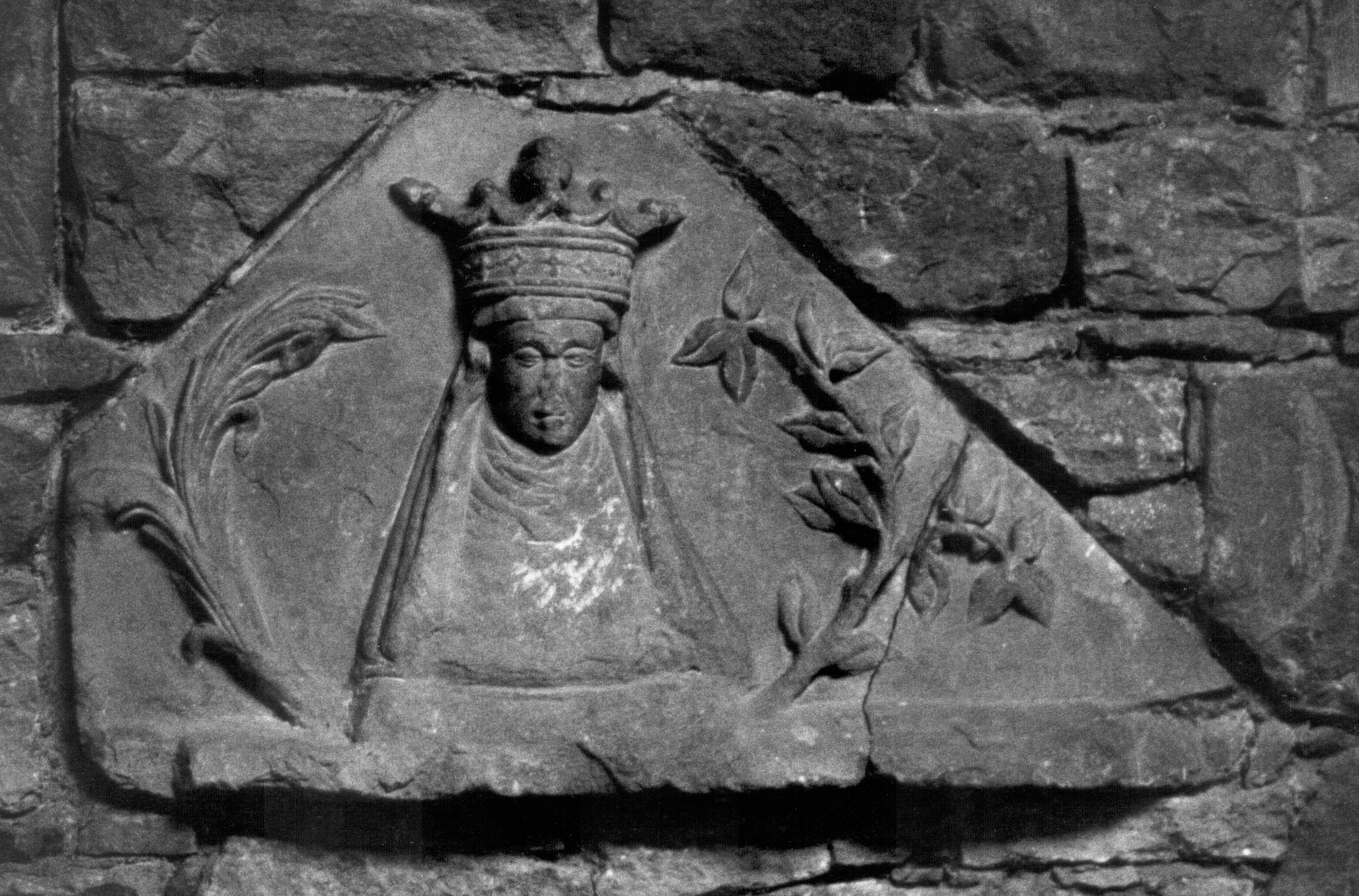
Reliefdarstellung der Hl. Anna, St. Anna, Düren

## Verehrung
In frühchristlicher Zeit erfuhr Anna keinerlei Verehrung; diese begann – zunächst jedoch nur zögerlich – im Jahr 550, als ihr zu Ehren in Konstantinopel eine Kirche errichtet wurde. In der Zeit danach schweigen die Quellen erneut, bis im Jahr 1142 Avda, die Witwe des Königs Balduin, neben dem Bethesdateich in Jerusalem die St.-Anna-Kirche erbaute, weil man dort die Wohnung von Joachim und Anna vermutete. 
Einen enormen Anstieg der Verehrung erfuhr sie seit dem 13. Jahrhundert; diese erreichte mit der zunehmenden Marienverehrung im 15. und 16. Jahrhundert ihren Höhepunkt. Er manifestiert sich in Legenden zu ihrer Vita, in Wundererzählungen über die nach ihrem Tod gewirkten Wunder, in Gebeten und in bildlichen Darstellungen, so auch in den besonders im deutsch-niederländischen Raum beliebten Darstellungen der Anna selbdritt (Anna, Maria und das Jesuskind), Anna Maria lesen lehrend (Anna, Maria und ein Buch) und der Heiligen Sippe. Im Jahr 1481 ließ Papst Sixtus IV. den Gedenktag der Anna in den römischen Kalender aufnehmen. Die heilige Anna war lange Zeit die Lieblingsheilige Martin Luthers und Kaiser Maximilians. Dieser ließ sich 1496 in die Annenbruderschaft zu Worms aufnehmen. Darüber hinaus war die heilige Anna vor allem für Humanisten von Interesse, die über sie für die Unbefleckte Empfängnis Mariens argumentierten. In der Folge entstanden eine Vielzahl von Publikationen über die Heilige, darunter die von Johannes Trithemius verfasste Schrift De laudibus sanctissimae matris Annae, die eine Debatte auslöste. 1584 bestimmte Papst Gregor XIII. ihren Festtag, den Annentag, auf den 26. Juli.
Die Heilige wird als Patronin von Neapel und der Bretagne sowie als Beschützerin der Mütter und der Ehe, der Hausfrauen, Hausangestellten, Witwen, Armen, Arbeiterinnen, Bergleute, Weber, Schneider, Strumpfwirker, Spitzenklöppler, Knechte, Müller, Krämer, Schiffer, Seiler, Tischler, Drechsler, Goldschmiede und der Bergwerke verehrt. Christen bitten sie um eine glückliche Heirat, Kindersegen und eine komplikationslose Geburt, um das Wiederauffinden verlorener Sachen und um Regen. Nach christlicher Auffassung soll sie gegen Fieber, Kopf-, Brust- und Bauchschmerzen, Aussatz, Pest, Geisteskrankheiten und Gewitter schützen (vergleiche das Gebet des jungen Luthers an Anna, ins Kloster zu gehen, wenn sie ihn in einem schweren Gewitter rettet).
Zahlreiche Kirchen tragen das Patrozinium der heiligen Anna (siehe Annenkirche).
Seit 1501 befindet sich eine angebliche Kopf-Reliquie der Anna, das Annahaupt, in Düren. Die spätgotische Kirche St. Anna wurde im Zweiten Weltkrieg zerstört. Ihr Neubau erfolgte 1956 durch den Architekten Rudolf Schwarz. Weitere Reliquien befinden sich in Ste-Anne in Apt, in Wien und anderen Städten, so z. B. eine weitere Kopfreliquie in Castelbuono auf Sizilien. Der größte Pardon (Prozession) der Bretagne führt am Namenstag der Heiligen zu einem "wunderbaren Brunnen" ("fontaine miraculeuse") in Sainte-Anne-d’Auray, wo Anna 1624 oder 1625 einem Bauern erschienen sein soll.
In verschiedenen Gegenden Deutschlands (z. B. in Franken und in Westfalen) wird jährlich das Annafest als Volksfest gefeiert. Die Annakirmes in Düren, heute ein Volksfest mit mehr als einer Million Besuchern, geht auf die Anfang des 16. Jahrhunderts begründete Sankt-Anna-Wallfahrt zurück. Einer der Höhepunkte der jährlichen Anna-Oktav ist die feierliche Erhebung des Annahauptes aus seinem mittelalterlichen Schrein. Das Forchheimer Annafest findet alljährlich um den Gedenktag der heiligen Anna am 26. Juli am Kellerberg der oberfränkischen Stadt Forchheim statt. Während des Festbetriebes zählt das Annafest bis zu 500.000 Besucher.
In Heilbronn befindet sich eine alte Linde auf der ehemaligen Grundfläche einer ihr geweihten Kapelle. Dieses Naturdenkmal, das an eine alte Legende erinnert, heißt Annalinde.
2001 fand man bei Ausgrabungen eine der Heiligen gewidmete Feldkirche bei Bad Münder.
In Annabrunn nahe Mühldorf am Inn befindet sich eine St.-Anna-Kapelle als Wallfahrtsort.
In Schlesien ist der St. Annaberg (polnisch Góra Świętej Anny) seit Jahrhunderten ein zentraler Wallfahrtsort. Nach heftigen politischen und militärischen Auseinandersetzungen zwischen nationalistischen Deutschen und Polen in der Zwischenkriegszeit wurde auf dem Annaberg während der NS-Zeit die so genannte Feierstätte der Schlesier als Thingplatz und ein Reichsehrenmal für die Freikorpskämpfer errichtet. Dennoch blieb der Annaberg nach dem Zweiten Weltkrieg für viele Deutsch-Schlesier und die Vertriebenenverbände ein Symbol der verlorenen Heimat. Als Ersatz nutzten sie für ihre jährlichen Treffen am Annatag den Annaberg in Haltern am See und die Mutter-Anna-Wallfahrt in Velbert-Neviges in der Bundesrepublik.

## Trivia
In der maltesischen Sprache heißt die Milchstraße It-Triq ta' Sant'Anna, wörtlich „Die Straße der Heiligen Anna“.